# Де Вит, Пьер
Пьер Марсель де Вит (нем. Pierre Marcel de Wit; 26 сентября 1987 года) — немецкий футболист, полузащитник.

## Биография
Родился в Кёльне, в семье Лотара и Моники де Вит, вырос в предместье Кёльна Хорвайлере.
Футбольная карьера де Вита началась в команде SC Köln Weiler Volkhoven, пребывая в которой, он был замечен скаутами «Байер 04» и перешёл в эту команду. После одного года пребывания в детско-юношеской команде (возраст до 19 лет) Пьер впервые профессионально выходит на поле. В июле 2006 года он переходит в основной состав команды «Байер 04», и впервые выходит на поле в качестве игрока основной команды 8 ноября 2006 года в игре против «Бохума», окончившейся победой со счётом 1:3. После сезона де Вит покидает леверкузеновскую команду, и уходит в аренду к «Оснабрюку». Два года он играл за «Оснабрюк», 47 раз выйдя на поле и забив пять мячей. 30 июня 2009 года Пьер Марсель де Вит вернулся в «Байер 04». По возвращении играл за резервную команду леверкузенцев.
3 декабря 2009 года подписал контракт с «Кайзерслаутерном».